# Николай Маринчешки
Николай Маринчешки е български фехтовач на сабя и фехтовален функционер. Той е сред най-добрите и най-награждавани фехтовачи на страната.
Маринчешки е възпитаник последователно на треньорите Валентин Попов, Борис Ставрев, Валентин Николов и Николай Свечников. Тренира в Армейската спортна школа „Чавдар“ през военната си служба в периода 1976 – 1979 г. Член е на легендарния национален отбор на сабя на Свечников от 80-те години на XX век, спечелил множество отличия в международни състезания.
Състезава се в българския отбор на сабя на Олимпийските игри в Москва (1980) и в индивидуалните и отборните дисциплини на сабя на Олимпийските игри в Сеул (1988). Печели десетки отличия на големи първенства – двукратен световен вицешампион (1985, 1987) и световен бронзов медалист (1986).
Председател е на Българската федерация по фехтовка (БФФ) през 90-те год. Удостоен е от БФФ със званието „Почетен член“ през 2011 г.